# Eletrofisiologia
A eletrofisiologia consiste no estudo das propriedades elétricas em células e tecidos. Envolve medições de diferenças de potencial eléctrico numa vasta variedade de escalas desde simples proteínas de canais iónicos até órgãos completos, como por exemplo o coração. Na neurociência inclui medidas das atividades elétricas de neurônios, e particularmente da atividade do potencial de ação. Na condução de estimulo nervoso que ocorrem nas fibras neuro-musculares excitáveis. A transmissão de impulsos nervosos ocorre através de sinapses elétricas e químicas. A cardiologia engloba, como área de atuação, a eletrofisiologia, a qual consiste no diagnóstico e tratamento de arritmias através de cateteres introduzidos no sistema venoso do paciente, chegando até a câmaras cardíacas.
Eletrofisiologia é a ciência e o ramo da fisiologia que mede o fluxo de íons em tecidos biológico e, em particular, as técnicas de medição desse fluxo.  Técnicas de eletrofisiologia clássica incluem a colocação de eletrodos em várias preparações de tecido biológico. 

## Os principais tipos de eletrodos são:
1. sólidos condutores simples, como discos e agulhas (singulares ou matrizes, à exceção da ponta);
2. traçados sobre placa de circuito, também isolados, à exceção da ponta;
3. tubos ocos preenchidos com um eletrólito, como uma pipeta de vidro preenchida com uma solução de cloreto e outra solução com eletrólito.

As principais preparações incluem:
1. organismos vivos;
2. tecido excisado;
3. células dissociadas de tecido excisado (vivo ou em cultura);
4. células ou tecidos produzidos artificialmente;
5. híbridos dos casos acima descritos.

Se um eletrodo tiver um diâmetro suficientemente pequeno (micrômetros), então o investigador pode escolher inserir a ponta numa única célula. Uma configuração destas permite gravar a atividade eléctrica intracelular de uma só célula. Contudo, reduz a vida da célula e causa uma fuga do líquido intracelular. É também possível observar atividade intracelular usando uma pipeta de vidro (oca) especialmente preparada, contendo um eletrólito. Nesta técnica, a ponta microscópica da pipeta é prensada contra a membrana celular, à qual esta adere firmemente entre o vidro e os lipídios da membrana celular. O eletrólito dentro da pipeta pode ser conduzido em fluido contínuo com o citoplasma ao levar-se um pulso de pressão  ao eletrólito, com o objetivo de romper o pequeno caminho da membrana circundada pelo aro da pipeta (gravação de célula completa). Alternativamente, a continuidade iônica pode ser estabelecida ao perfurar o caminho permitindo aos agentes porosos exógenos dentro do eletrólito inserirem-se no caminho da membrana (gravação de caminho perfurado). Finalmente, o caminho pode ser deixado intacto (gravação de caminho). O eletrofisiologista pode escolher não inserir numa célula única, deixando em alternativa ponta do eletrodo em continuidade com o espaço extracelular. Se a ponta for suficientemente pequena, esta configuração pode permitir a observação indireta e gravação do potencial de ação de uma célula única, o que é denominado gravação de unidade celular. Dependendo da preparação e posicionamento preciso, uma configuração extracelular pode registara atividade de várias células vizinhas simultaneamente, sendo por isso denominada gravação multicelular.
À medida que o tamanho do eletrodo aumenta, o poder de resolução decresce. Eléctrodos maiores são sensíveis apenas à atividade da rede neuronal de várias células, denominados campos de potencial locais. Eletrodos ainda maiores, como uma agulha não isolada e eletrodos de superfície usados por neurofisiologistas clínicos e cirurgiões são sensíveis apenas a certos tipos de atividade síncrona dentro das populações de milhões de células.
Outras técnicas eletrofisiológicas clássicas incluem a gravação e amperometria de canal (iônico) singular.

## Técnicas eletrofisiológicas ópticas
As técnicas eletrofisiológicas ópticas foram criadas por cientistas e engenheiros para superar uma das maiores limitações das técnicas clássicas. As técnicas clássicas permitem a observação de atividade elétrica a aproximadamente num ponto único dentro de um volume de tecido. Essencialmente, as técnicas clássicas singularizam a distribuição do fenômeno. Interesse na distribuição espacial da atividade bioelétrica impeliu ao desenvolvimento de moléculas capazes de emitir luz, em resposta ao seu ambiente eléctrico e químico. Exemplos são as tintas sensíveis à voltagem e às proteínas fluorescentes. Após induzir um ou mais compostos no tecido via perfusão, injeção ou expressão genética, pode ser observada e gravada a distribuição eléctrica em uma ou duas dimensões. Muitas leituras eletrofisiológicas têm nomes específicos, como:
- Audiologia: para o sistema auditivo
- Eletrocardiografia: para o coração
- Eletroencefalografia: para o cérebro
- Eletrocorticografia: para o córtex cerebral
- Eletromiografia: para os músculos
- Eletrooculografia: para os olhos
- Eletrorretinografia: para a retina
- Eletroantenografia: para os receptores olfactórios de artrópodes.

## Eletrofisiologia da audição
A pesquisa dos Potenciais Evocados Auditivos (PEA) é um método objetivo utilizado para avaliar a atividade neuroelétrica da via auditiva desde o nervo auditivo até o córtex cerebral, em resposta a um estímulo acústico ou elétrico.
A avaliação da via auditiva central pode ser realizada por meio de testes eletrofisiológicos, também denominados potenciais evocados auditivos, que são respostas bioelétricas frente à estimulação acústica. Estes potenciais evocados auditivos podem ser classificados em precoces, médios e tardios.
As duas principais razões para a utilização destes testes são: determinar o limiar de detecção do sinal acústico e inferir sobre a integridade funcional e estrutural dos componentes neurais das vias auditivas. 

### Potencial Evocado Auditivo de Tronco Encefálico (PEATE)
O Potencial Evocado Auditivo de Tronco Encefálico, também conhecido como Audiometria de Tronco Encefálico (ABR, auditory brainstem response), ou ainda, brainstem evoked response audiometry (BERA) é o teste eletrofisiológico mais utilizado na prática audiológica. A resposta pode ser observada nos primeiros 8 milissegundos (ms) após a apresentação do estímulo acústico, originando-se no nervo auditivo e nas vias auditivas do tronco encefálico.
Alguns conceitos são importantes para o entendimento dos potenciais e sua análise, como: latência absoluta, sendo o intervalo passado entre o início do estímulo e a resposta da onda, e latência interpico, o intervalo de tempo decorrido entre duas ondas. 
O potencial desse exame é registrado através de sete ondas representadas por algarismos romanos, dentre cada uma refere-se ao ao seu local de geração. As ondas I e II são geradas no nervo coclear, a III nos núcleos cocleares, a IV e V no lemnisco lateral superior ipsi e contralateral, e a VI e VII no mesencéfalo e/ou tálamo. Sendo que dentre todas, as ondas I, III e IV oferecem parâmetros essenciais para interpretação do PEATE, já que são mais proeminentes no traçado e fáceis de identificar. Quanto às latências interpicos obtêm-se I-III (atividade entre o nervo auditivo e tronco encefálico baixo), III-V (atividade do tronco encefálico alto) e I-V (atividade desde o nervo auditivo até os núcleos e tratos do tronco encefálico).
Os parâmetros que devem ser considerados no traçado são: a presença das ondas I. III e V; replicabilidade da latência de cada componente; latência absoluta das ondas I, III e V; latência interpicos I-V, I-III e III-V; amplitude da onda V em relação à amplitude da onda I; diferença interaural da latência interpico I-V ou da latência da onda V. 
É visto que o processo maturacional interfere no resultado do exame, pois a depender da idade as latências das ondas do PEATE mudam, principalmente, em recém nascidos que passam por modificações significativas durante seu amadurecimento nos primeiros anos de vida. Isso ocorre, pois o tronco encefálico aumenta de tamanho entre a 21º semana de vida fetal e o primeiro ano de vida, chegando a triplicar. Já até o terceiro ano de vida a via auditiva continua aumentando, decorrente do aumento do diâmetro, logo, quanto maior o tamanho dessas vias, menor são os valores dos intervalos interpicos entre as ondas. Por esse motivo durante o primeiro ano de vida os valores de latência dos potenciais em RN são maiores se comparados com à de um adulto, pois, estão em fase de crescimento.

### Potencial Evocado Auditivo de Média Latência (PEAML)
O Potencial Evocado Auditivo de Média Latência (PEAML) consiste em uma série de ondas com pico de voltagem positivas (P) e negativas (N) que seguem o PEATE, presentes no período entre 10 a 80 ms após a estimulação acústica em uma sequência representados alfabeticamente minúsculas que incluem os componentes Po, Na, Pa, Nb, Pb e Nc . Esse potencial permite a investigação da integridade da via auditiva central e sensibilidade auditiva tanto para adultos quanto para as crianças  .
Em geral, as respostas do PEAML são analisadas quanto à latência das ondas em milissegundos (ms) e a amplitude em microvolts. A latência corresponde à velocidade do processamento auditivo ao longo da via auditiva,  a amplitude por sua vez, é a atividade elétrica em nível de córtex gerada como resultado da estimulação auditiva.
Tendo sua origem em áreas primárias do córtex auditivo, a resposta de média latência possui múltiplos sítios geradores na via talamocortical, via essa relacionada as habilidades auditivas primárias (discriminação e figura fundo) e as não primárias (atenção, memória e integração sensorial). A onda que representa atividade neural em nível talâmico podendo ser identificada desde o nascimento é a onda Na. A onda Pa é, geralmente, a mais robusta podendo ser comparada com a onda V do PEATE, refletindo assim, a atividade das radiações talamocorticais e do córtex auditivo primário.
As características do sinal acústico como o tipo, velocidade, duração e intensidade vão interferir precisamente na morfologia das ondas do PEAML, bem como a latência, amplitude e presença de artefatos. A interpretação dos potenciais auditivos devem levar em consideração fatores como o estado de alerta do paciente e o relaxamento, maturação neural do indivíduo e idade, uma vez que alguns estudos já apontam que a onda Na pode ser observada em bebês e lactentes e a onda Pa alcança valores mais próximos de adultos normo-ouvintes por volta dos 10 anos de idade .  Alguns estudos mostram que há piora na resposta dos PEAML em pessoas idosas .

### Potencial evocado auditivo de longa latência
O P300, potencial de longa latência mais utilizado clinicamente, é um potencial endógeno que possui geradores nas áreas primárias e secundárias do córtex auditivo e ocorre aproximadamente em 300 ms após a apresentação do estímulo acústico. É uma resposta objetiva relacionada a aspectos fundamentais da função mental (percepção e cognição), eliciado de forma consciente, em uma tarefa de discriminação entre estímulos acústicos diferentes (estímulos raros e frequentes). A geração deste potencial é determinada por algumas habilidades cognitivas envolvidas no processamento da informação, como a atenção, discriminação e memória.
O estímulo é gerando quando o indivíduo presta atenção ao estímulo raro, que não é frequente entre uma série de estímulos frequentes. Os valores de latência do Potencial Evocado Auditivo de Longa Latência (PEALL) pode ser influenciado por diversos fatores como gênero, idade, estado nutricional, nível socioeconômico e escolar e nível de atenção. Dessa forma, o PEALL vai avaliar quanto tempo leva para que um determinado som seja percebido e interpretado pelo córtex auditivo e assim identificar os indivíduos que possam ter alguma disfunção cognitiva.
Os PEALL subdividem-se em exógenos (complexo P1, N1 e P2) que são influenciados pelas características físicas do estímulo e endógenos (N2 e P3) que são influenciados principalmente pelos eventos relacionados às habilidades cognitivas. Eles vão se apresentar em forma de ondas em resposta a um estímulo acústico ou elétrico.

## Indicações clínicas do Potencial Evocada Auditivo de Tronco Encefálico
- Para avaliar a integridade do nervo auditivo até o tronco encefálico[14];
- Para avaliar a maturação do sistema auditivo central em recém-nascidos[15][14];
- Para Pesquisar o limiar auditivo eletrofisiológico;
- Para avaliar a audição, quando os demais testes audiométricos não são possíveis ou são inconclusivos, como pode ocorrer com adultos ou crianças não cooperativas, ou com comprometimento neurológico;
- Para avaliar a audição das crianças que apresentam risco de perda auditiva, devido a comprometimento neural;
- Para avaliar possível existência de tumor do nervo auditivo;
- Para identificar lesões cerebrais. Ex: esclerose múltipla, em combinação com outros exames;
- Para diagnosticar neuropatia auditiva, não evidenciada radiologicamente;
- Os recém-nascidos prematuros ou que possuem algum outro indicador de risco para a deficiência auditiva, deverão realizar a Triagem Auditiva Neonatal com esse procedimento;
- Nos pacientes em coma, para fazer o prognóstico neurológico e determinar se existe morte cerebral.

## Realização do exame
- O exame não provoca dor ou incomodo e dura aproximadamente 30 – 40 minutos;
- As crianças pequenas e bebês devem estar dormindo ou sonolentos para que o exame possa ser realizado a contento;
- E necessário apresentar exame recente de audiometria tonal;
- No dia do exame, trazer o que o seu bebe precisa para dormir: chupeta, mamadeira, manta;
- O exame só será iniciado se a criança estiver dormindo e será interrompido caso ela acorde;
- Coloque seu bebe para dormir mais tarde e acordar mais cedo.
- Não deixe seu bebe dormir ate chegar na clinica.
- Com o paciente deitado, coloca-se os fones de ouvido, através dos quais são emitidos clicks sonoros.
- Eletrodos são colocados na testa e atrás das orelhas, para captar o registro das atividades elétricas evocadas pelos sons que saem dos fones de ouvido.
- O paciente e instruído a ficar quieto e o mais relaxado possível durante todo o exame, porque contrações musculares podem interferir no registro dos resultados.